# Tronc (église)
Pour les articles homonymes, voir Tronc.

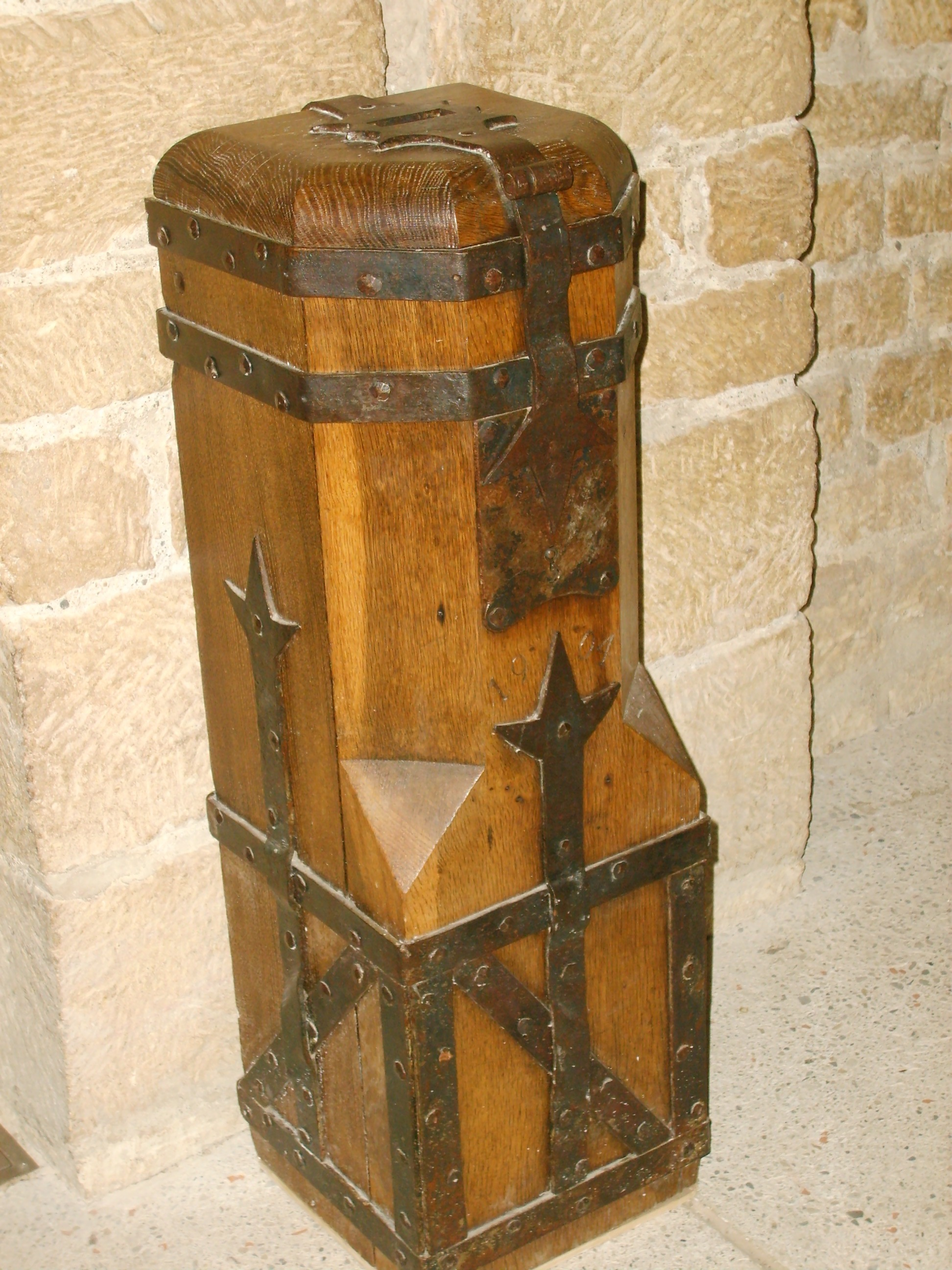
Un tronc dans l'abbatiale de Romainmôtier, dans le canton de Vaud, en Suisse.

Un tronc est une boite percée d'une fente installée dans les églises et autres édifices religieux pour recevoir les dons en espèces faits par les fidèles. Cette offrande est un acte de dévotion accompagnant l'allumage d'une bougie, souvent destinée à subvenir aux besoins des pauvres (aumône), c'est alors un tronc pour les pauvres ou tronc des pauvres, ou encore à couvrir d'autres dépenses liées à la vie paroissiale et à l'entretien de  l'édifice religieux. La destination des offrandes faites est souvent indiquée sur le tronc même. Ces troncs sont parfois associés à un saint et à une statue le représentant.
Comme ils sont laissés en accès public sans surveillance, les troncs sont exposés aux vols. Afin de limiter ce risque, ils sont le plus souvent scellés au sol ou au mur, et verrouillés par une serrure (intégrée au tronc ou sous la forme d'un cadenas) dont seuls les responsables de l'église détiennent la clé.
Certains troncs sont situés dans des lieux profanes ou laïcs, comme par exemple les cimetières. C'est le cas à Paris, où la collecte est opérée par l'Assistance publique aux profits des pauvres. Voir photo ci-contre.
Par syllepse, on a vu apparaître peu après 2010, et d'abord dans le Périgord, des troncs en arbre sur lesquels on plante un clou (au lieu d'allumer un cierge), aux côtés desquels on place un tronc d'église. Voir photo prise à Rocamadour.

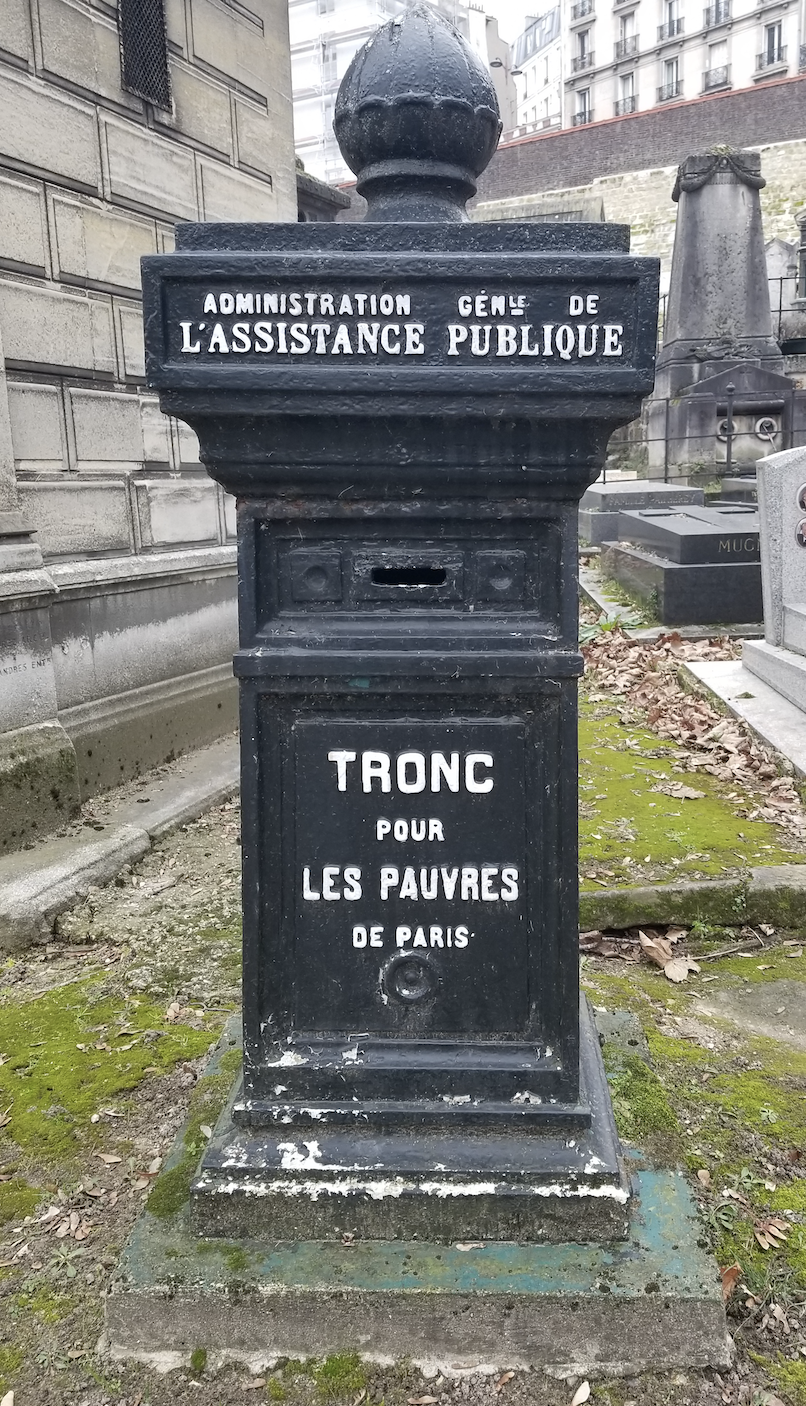
Tronc pour les pauvres de Paris, 19e siècle

## Galerie

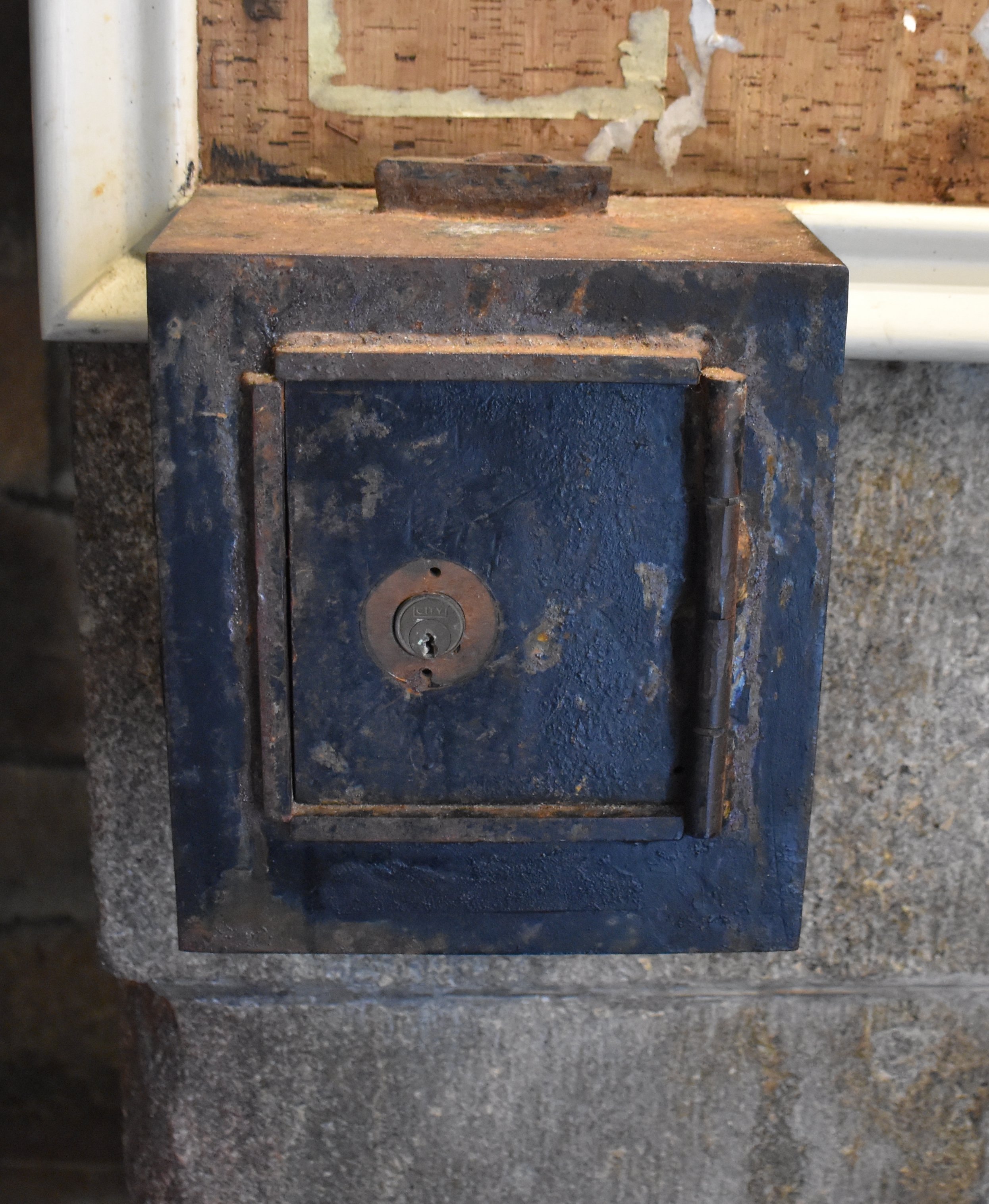
Cathédrale Saint-Vincent-de Saint-Malo
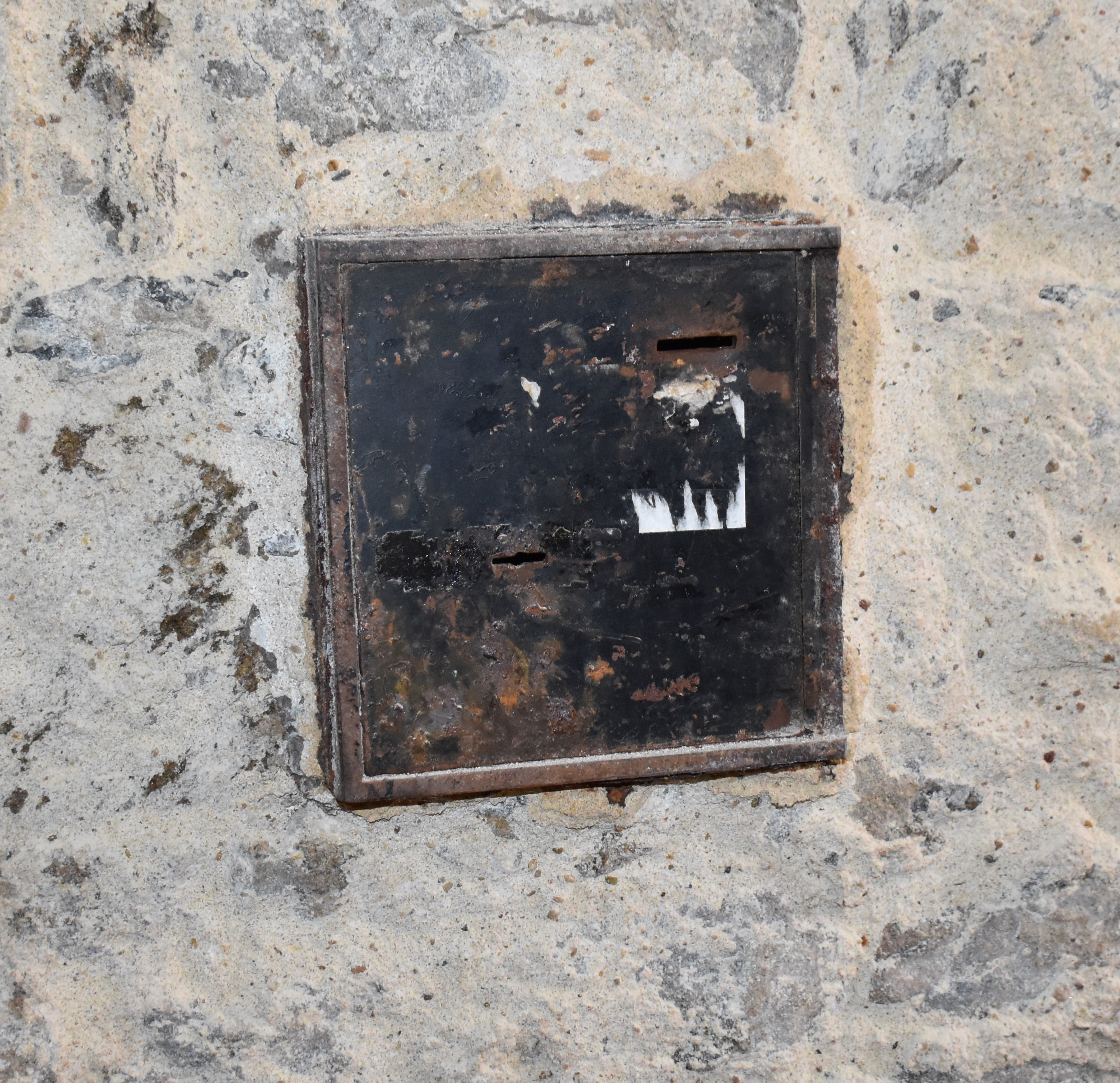
Cathédrale Saint-Vincent-de Saint-Malo
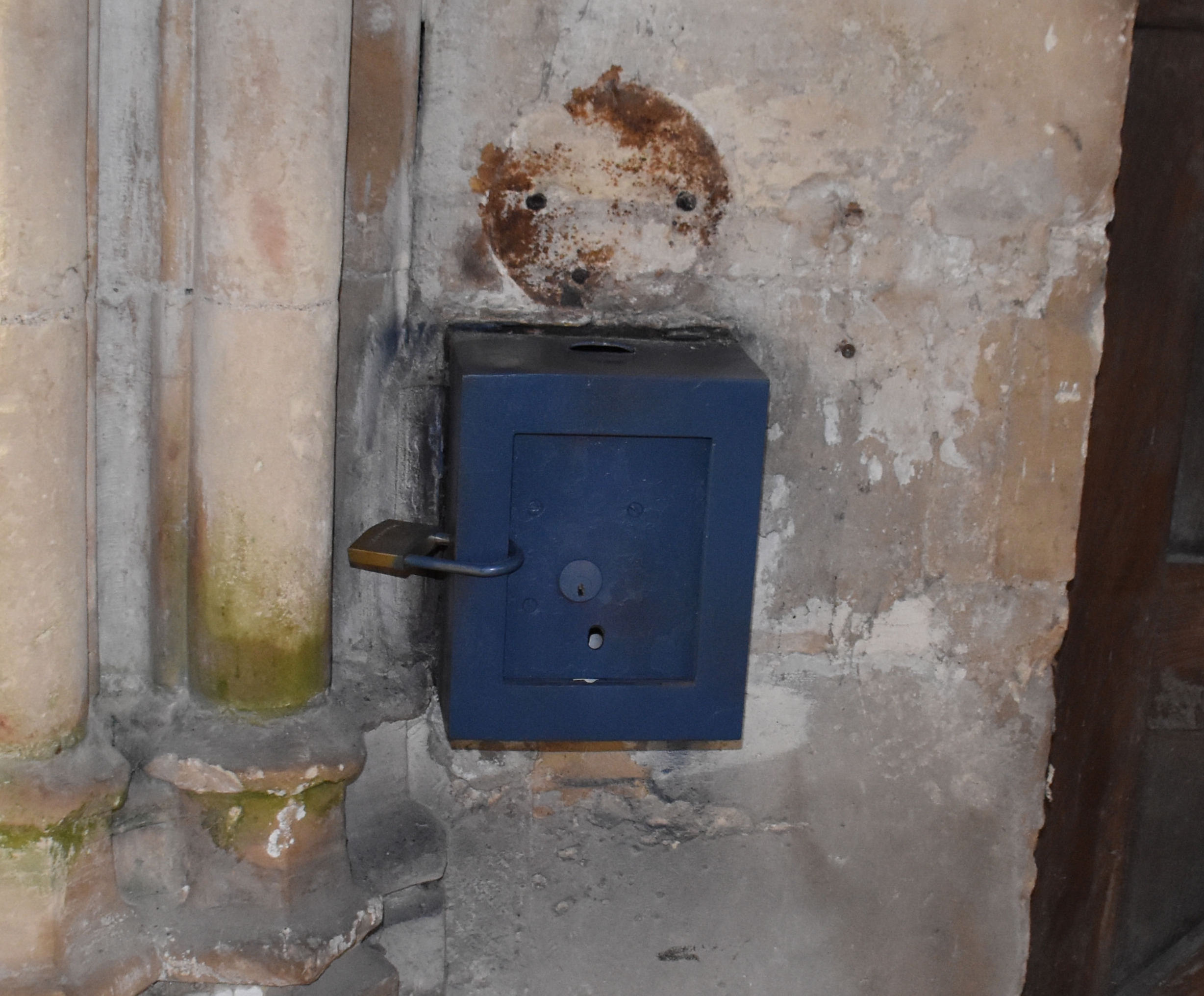
Eglise Notre-Dame de Dives-sur-Mer.
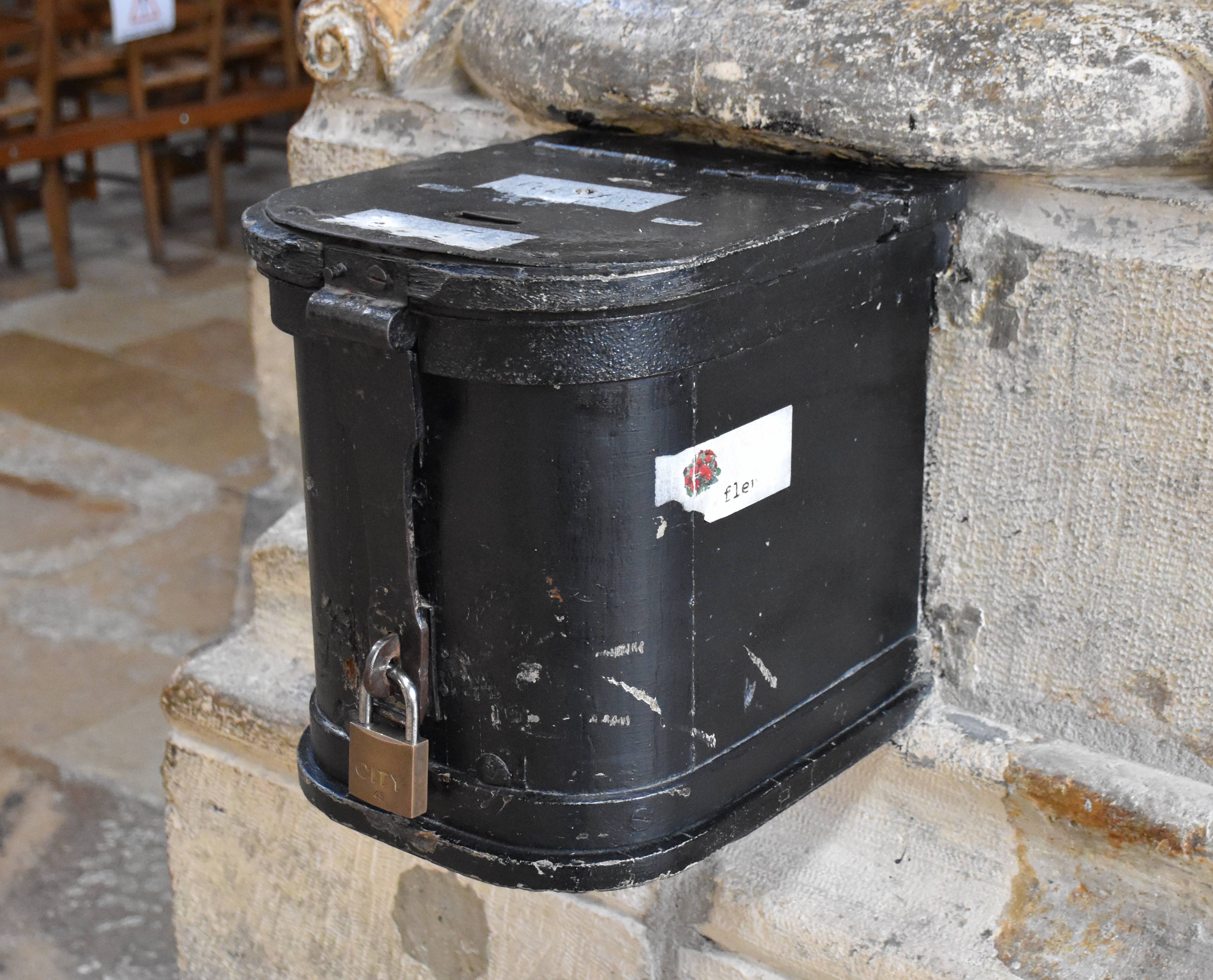
Cathédrale de Reims
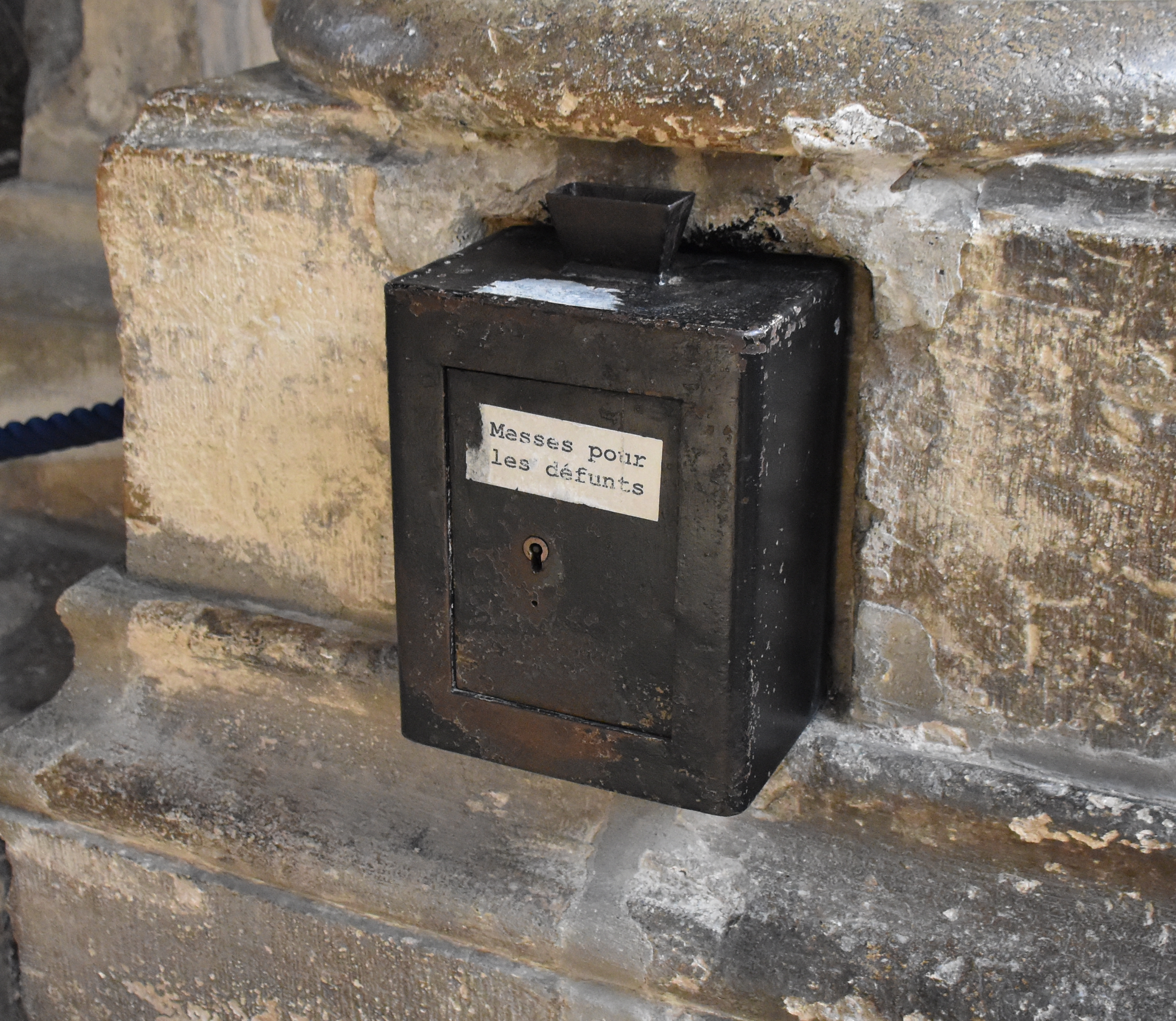
Cathédrale de Reims
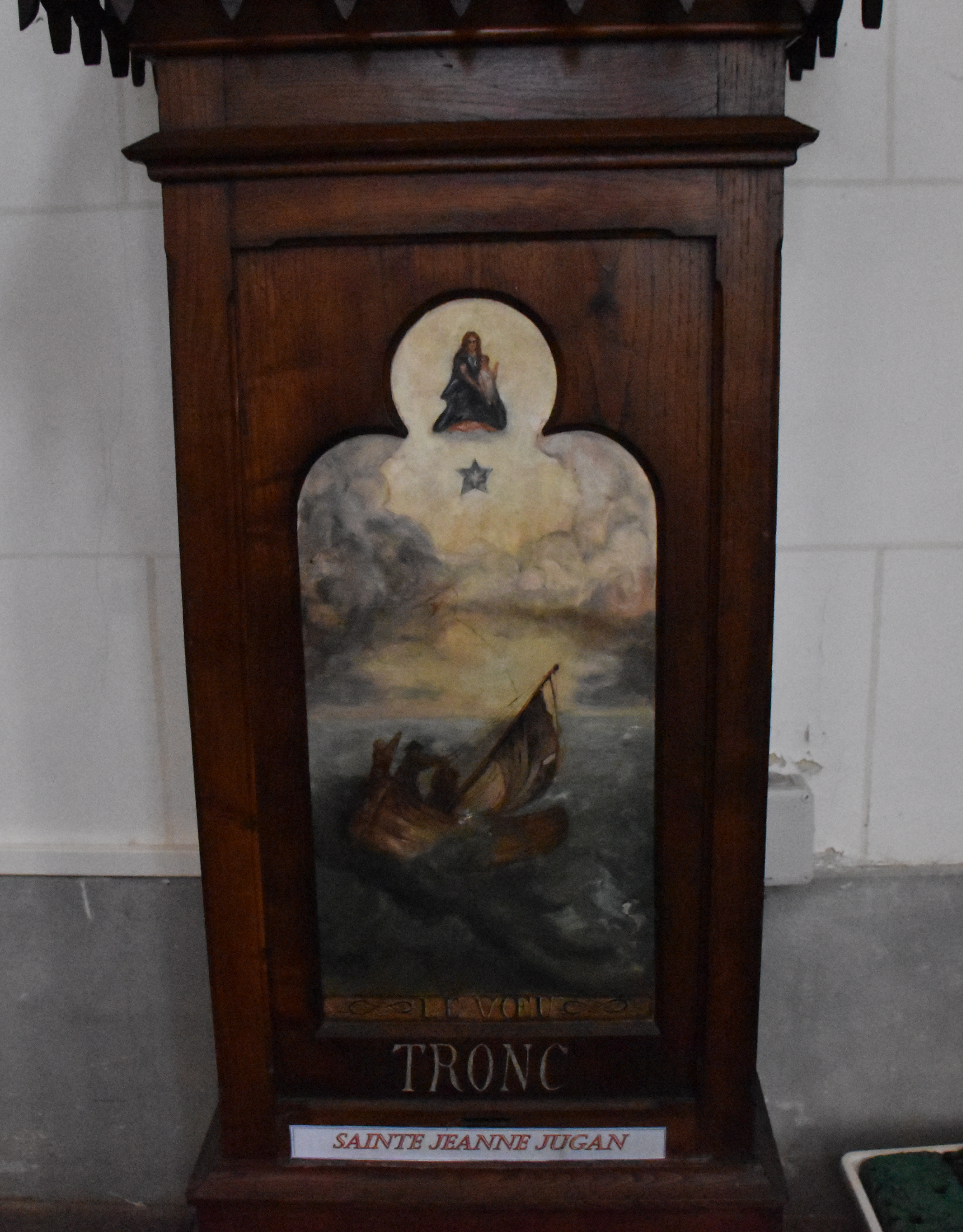
Eglise de Saint-Méloir-des-Ondes (Ille-et-Vilaine)
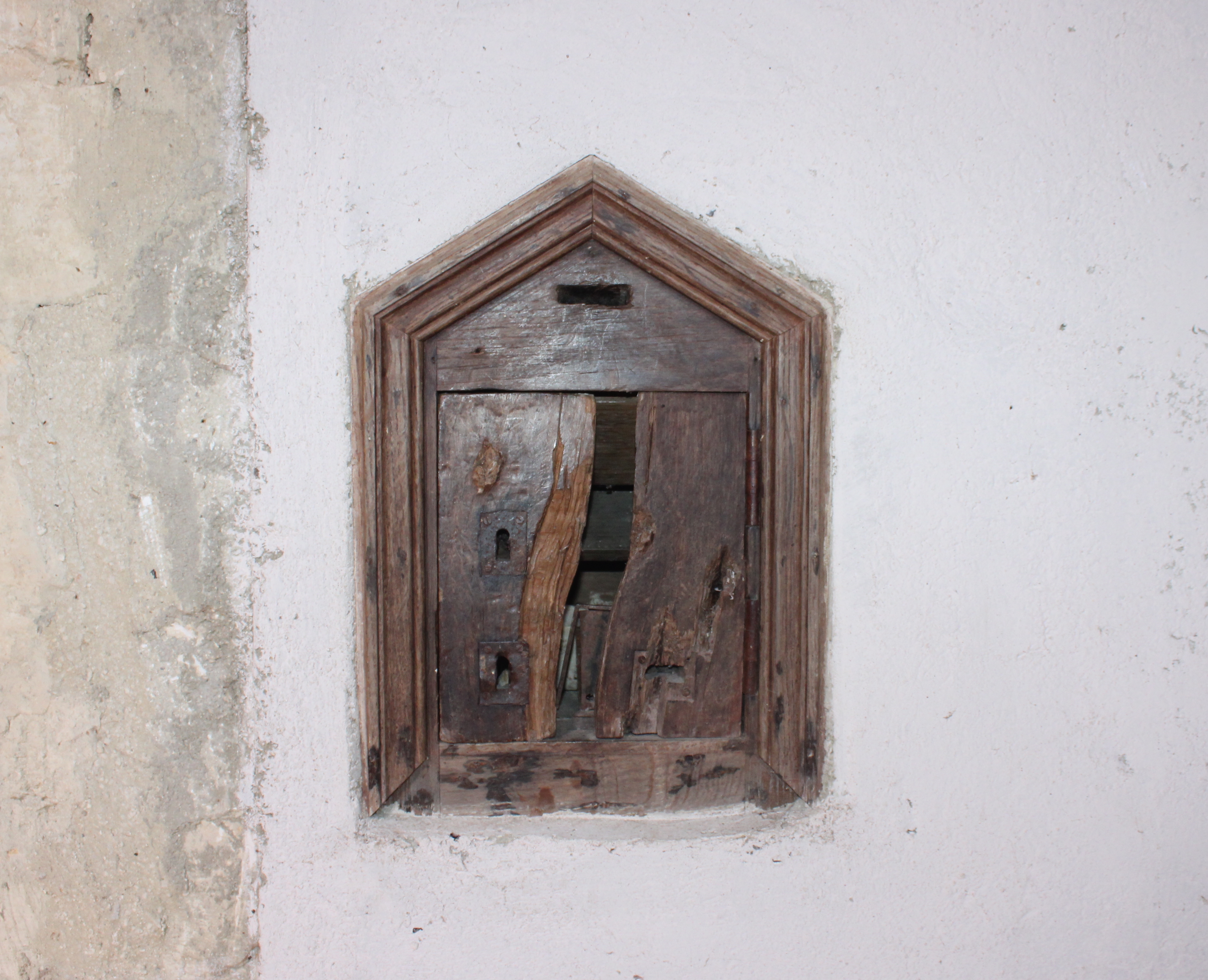
Eglise de Bancigny (Aisne)
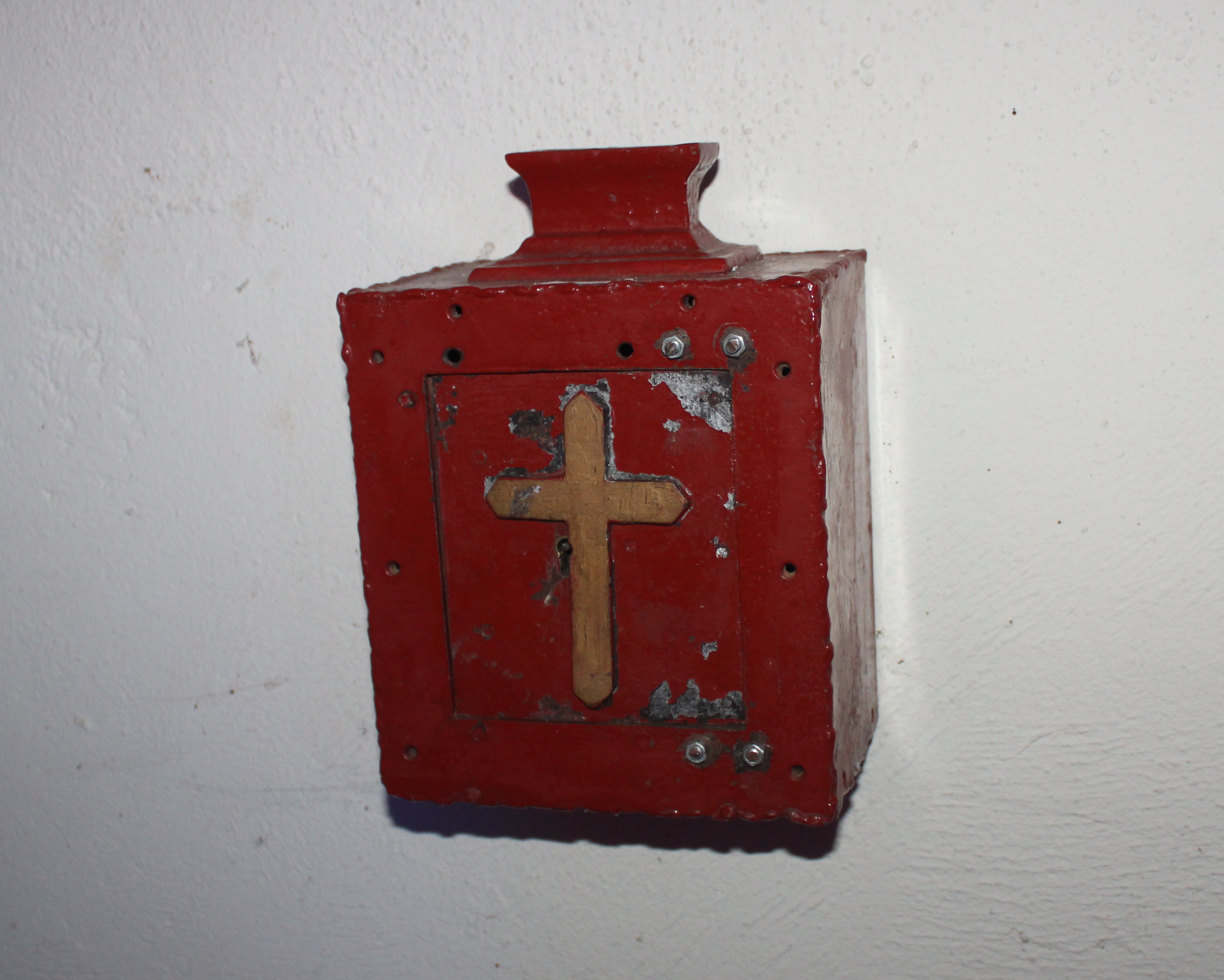
Eglise de Jeantes (Aisne)
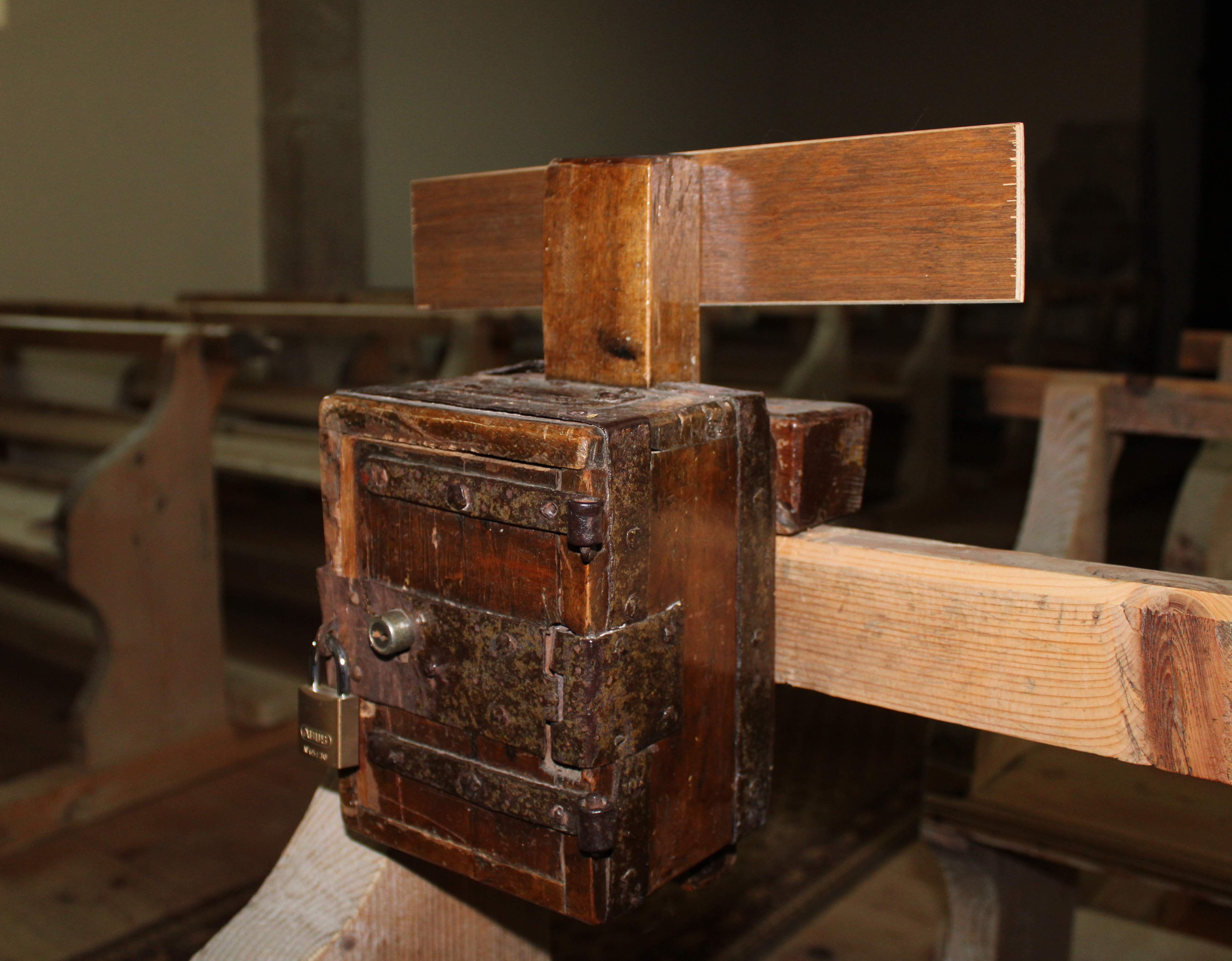
Chapelle Saint-Claude - Jougne (Doubs)
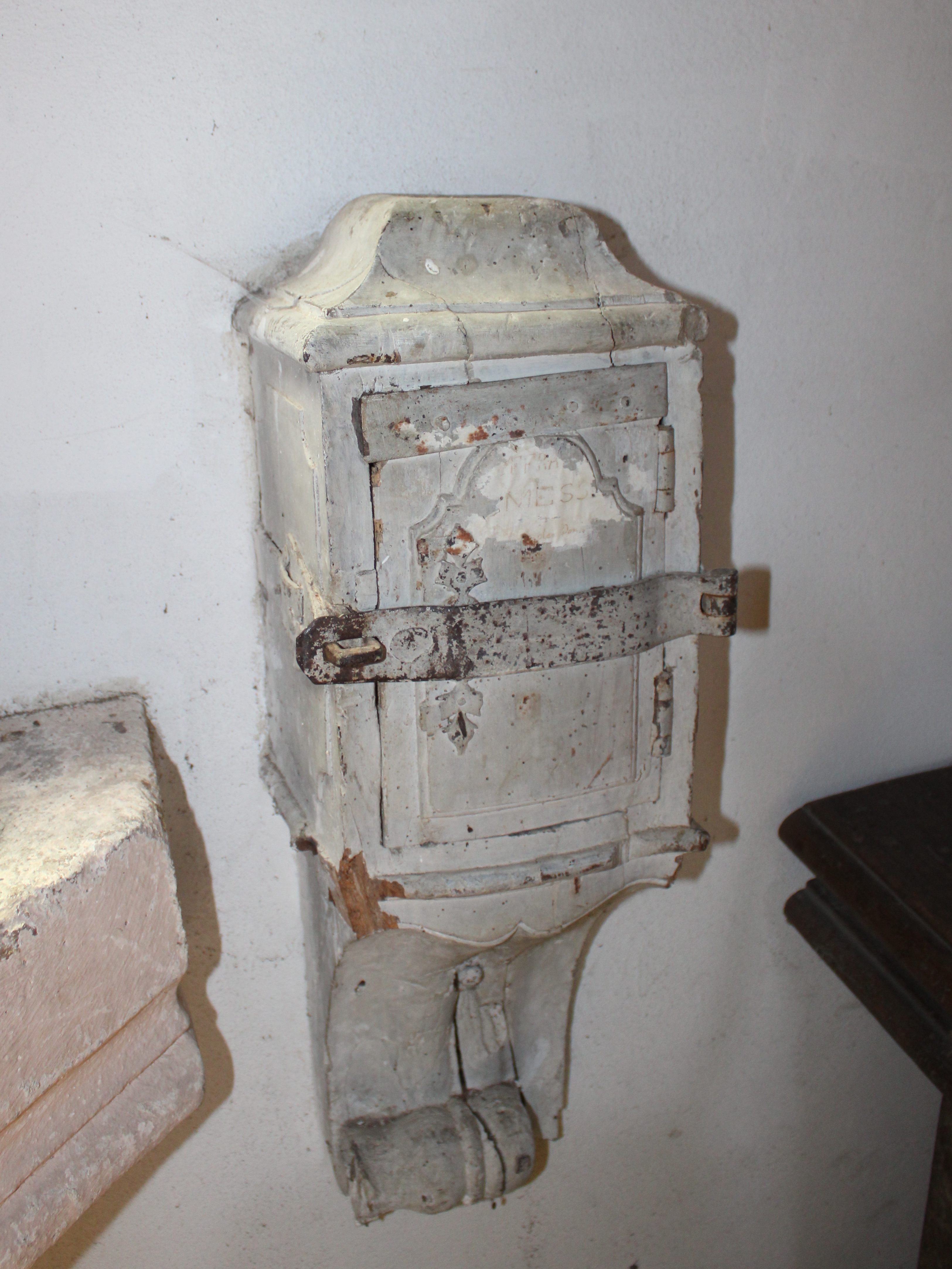
Eglise Saint-Isidore de Flagey (Haute-Marne)
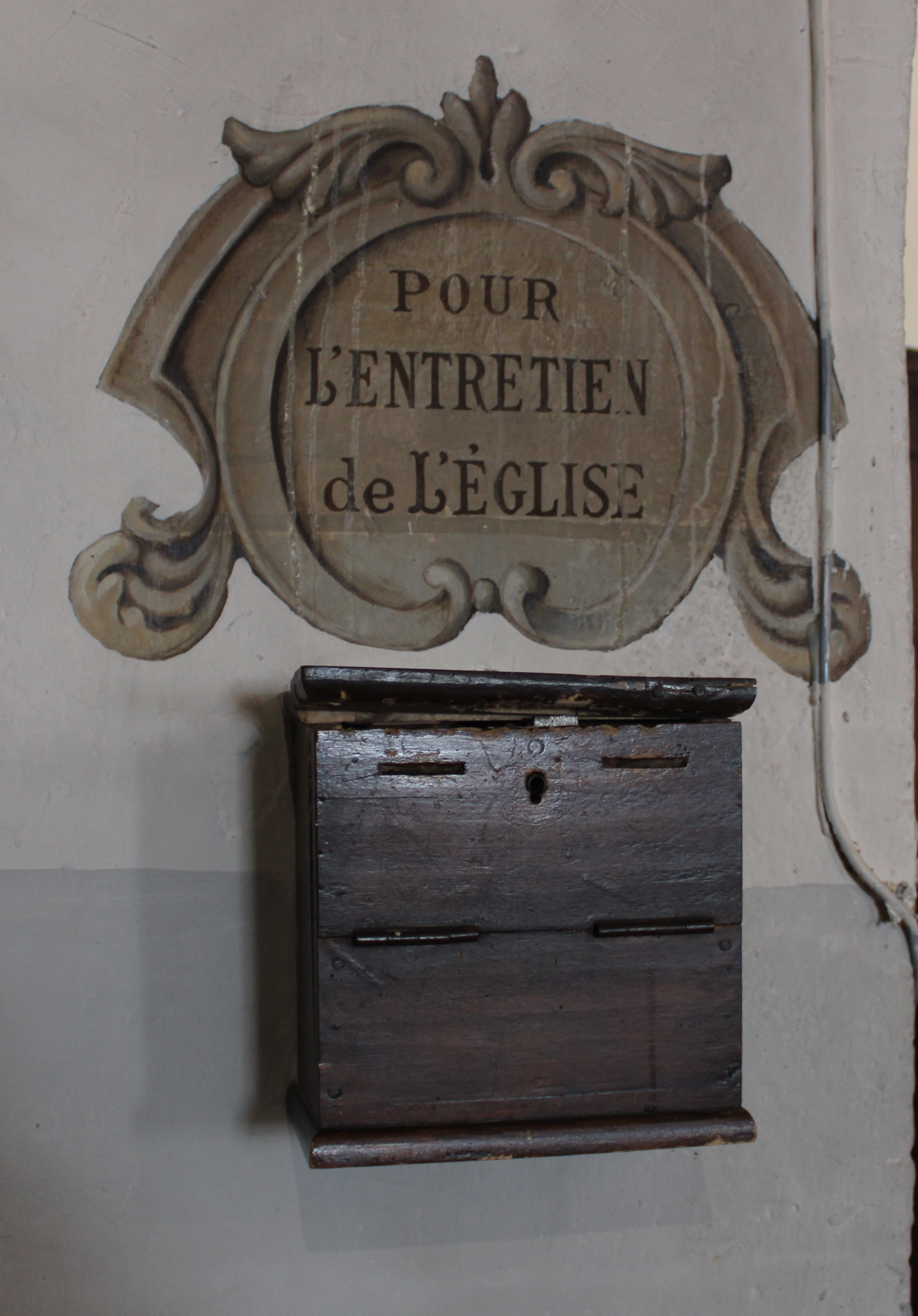
Eglise des Hôpitaux- Neufs (Doubs)
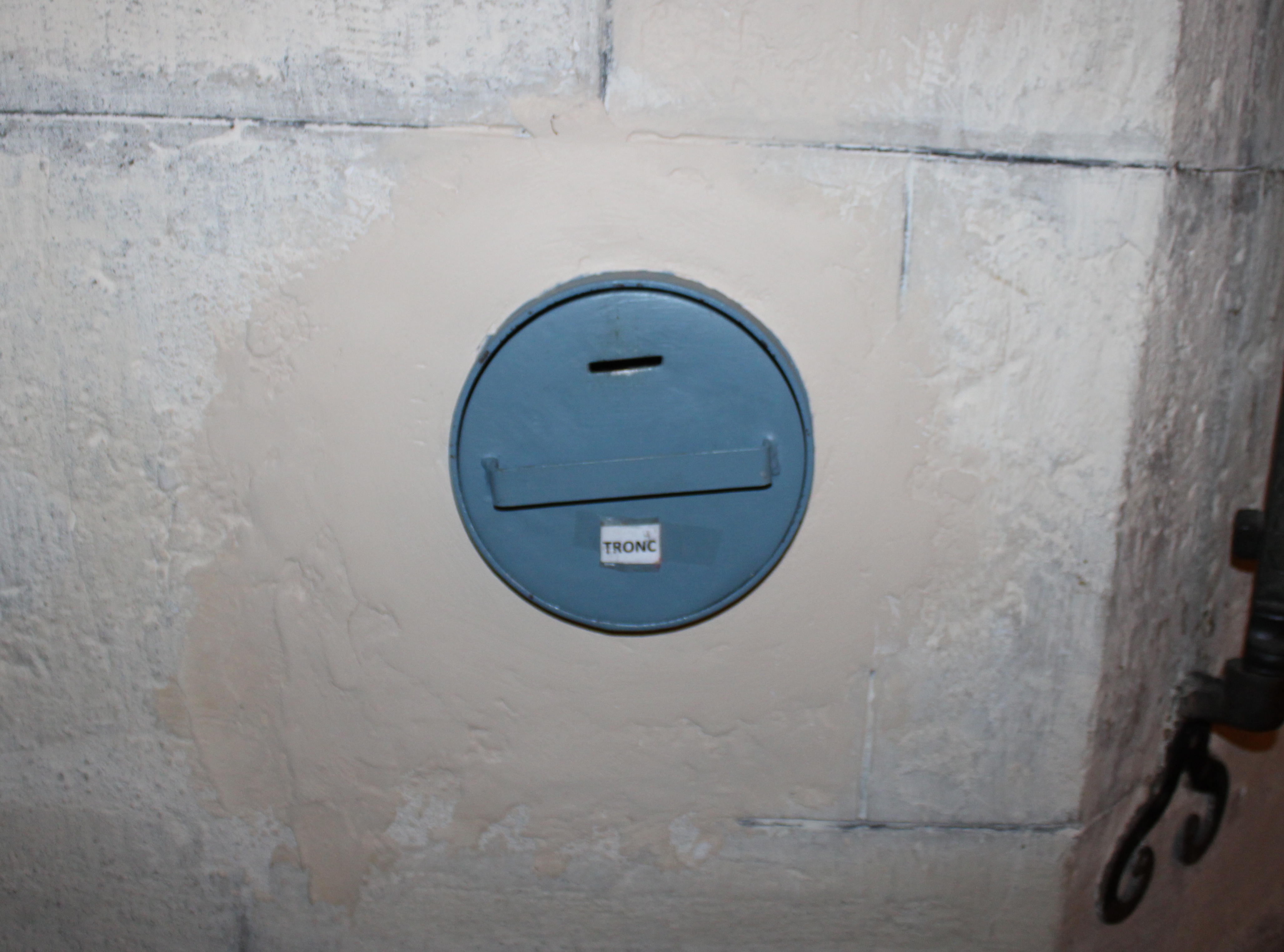
Cathédrale de Gray (Haute-Saône)
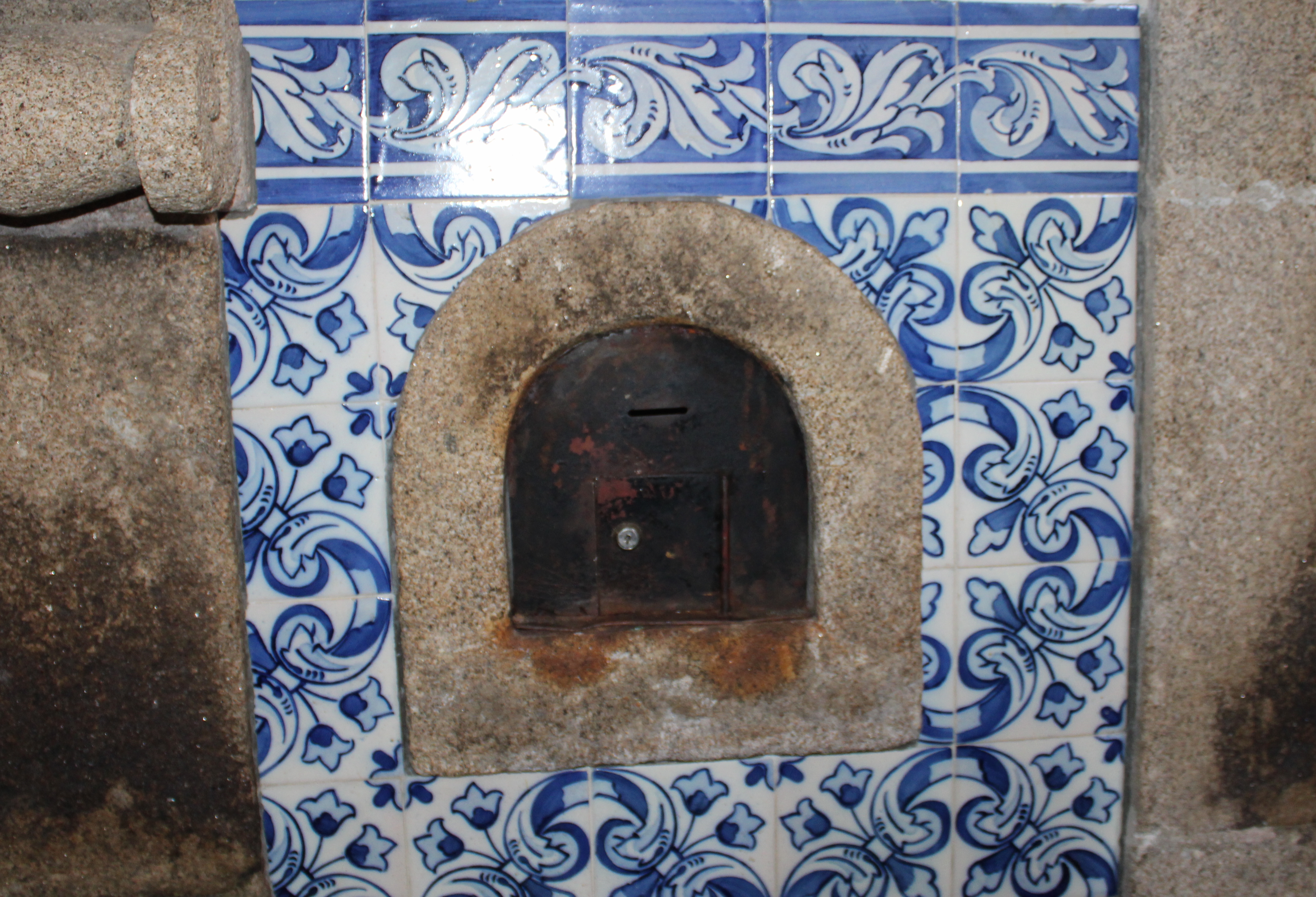
Eglise de Cinfaes - Portugal
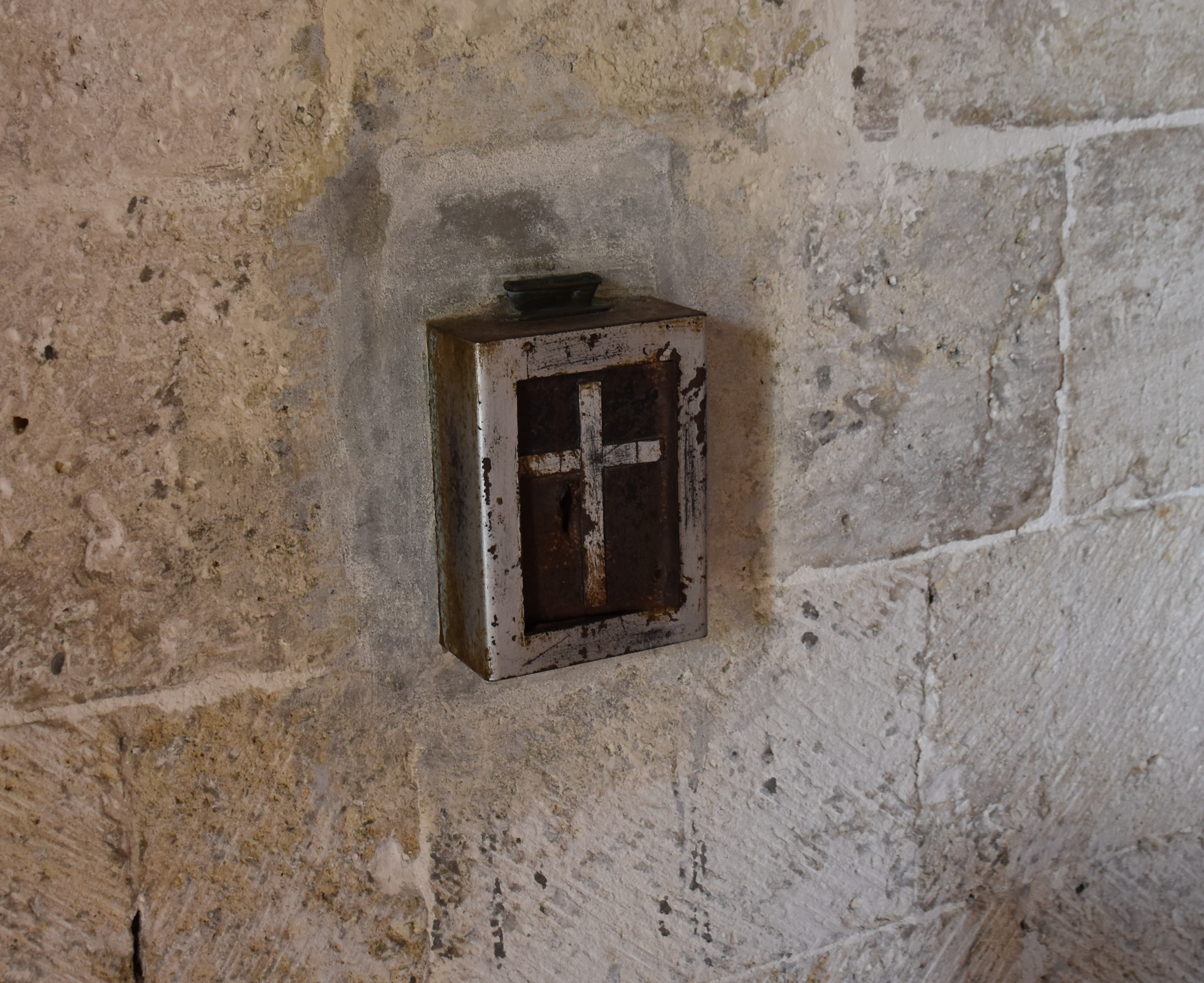
Moulis-en-Médoc (Gironde)
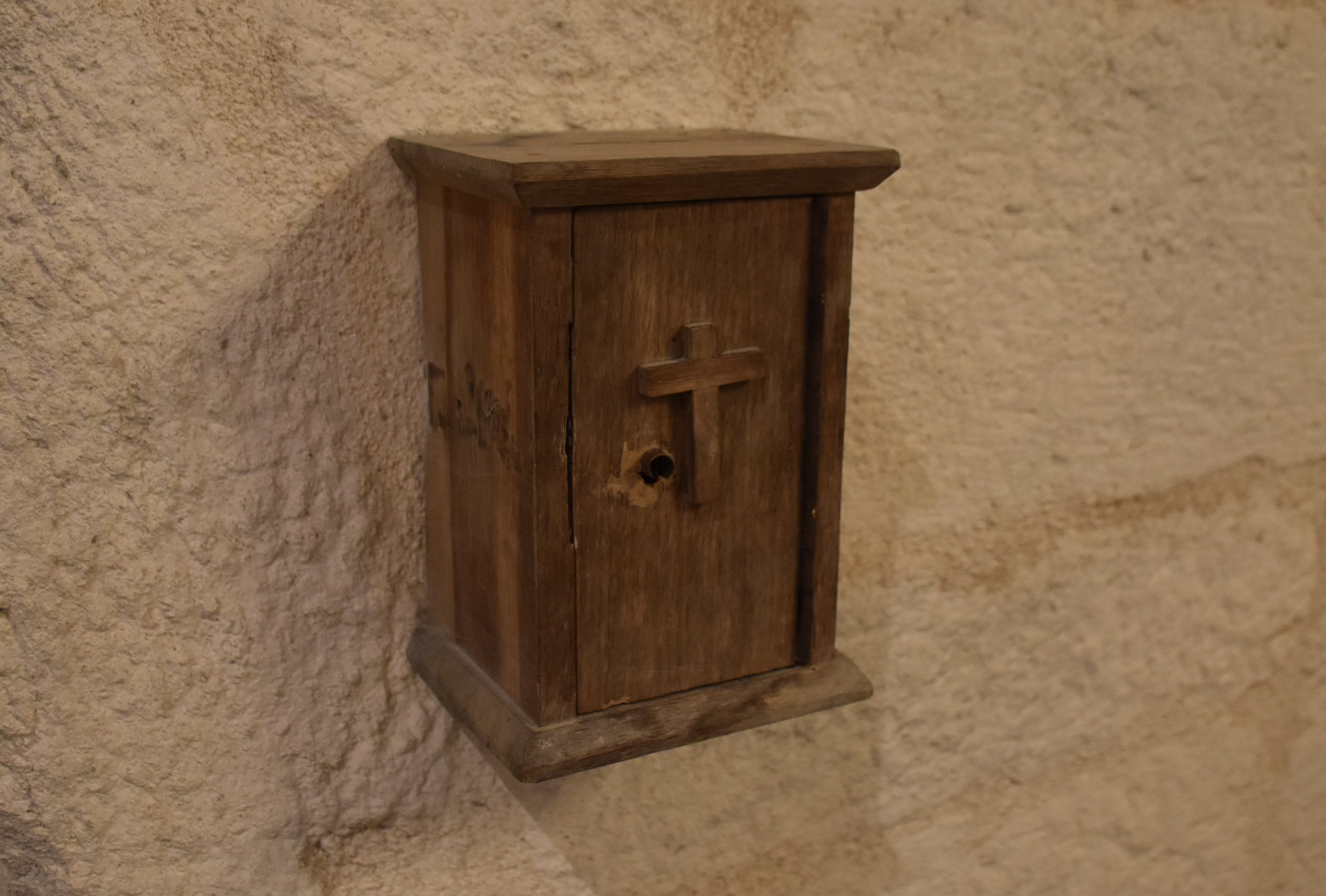
Eglise de Pradines (Corrèze)
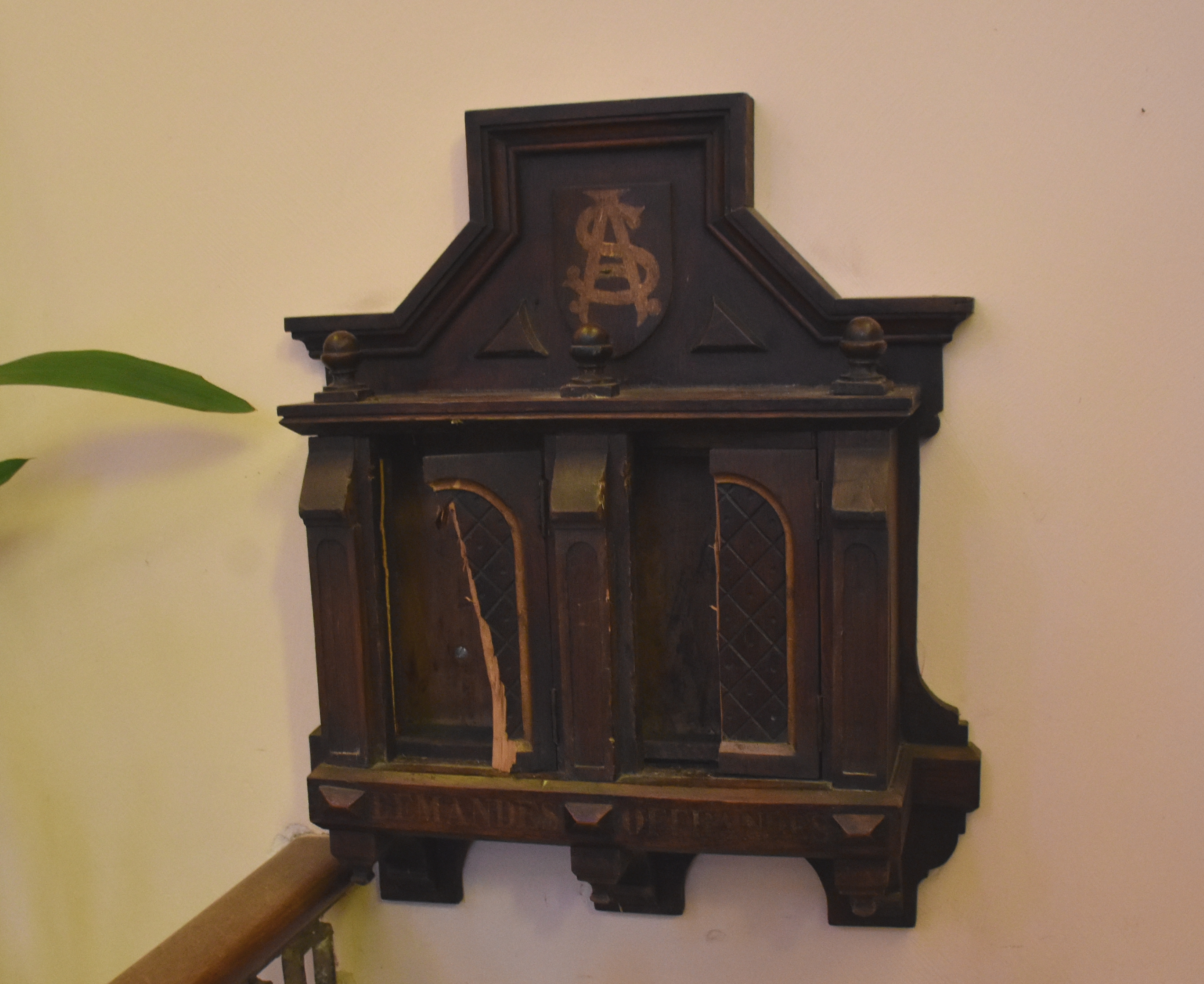
Eglise de Saint-Jouan-les-Guérets (Ille-et-Vilaine)
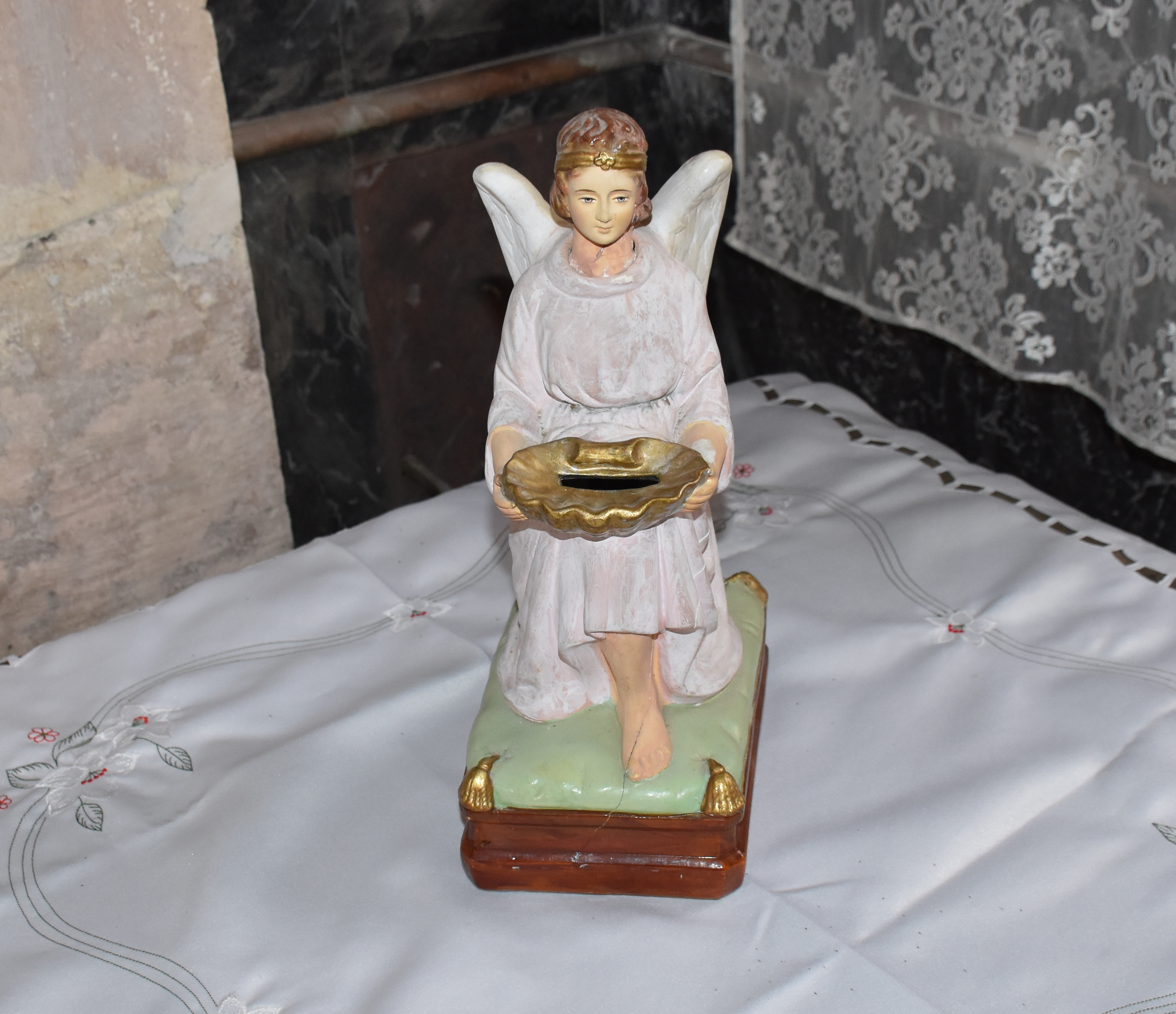
Eglise de Marac (Haute-Marne)
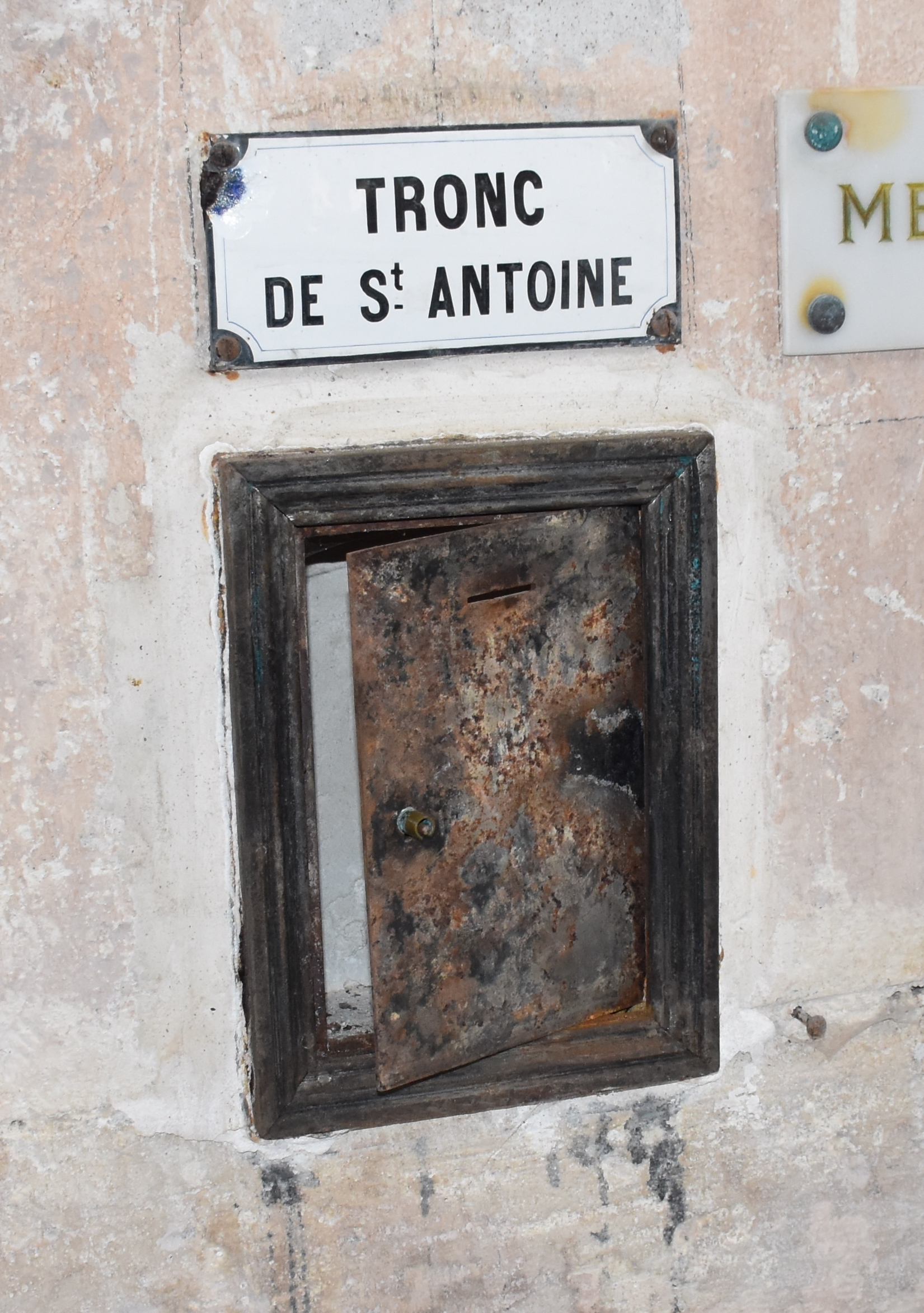
Eglise de Marac (Haute-Marne)
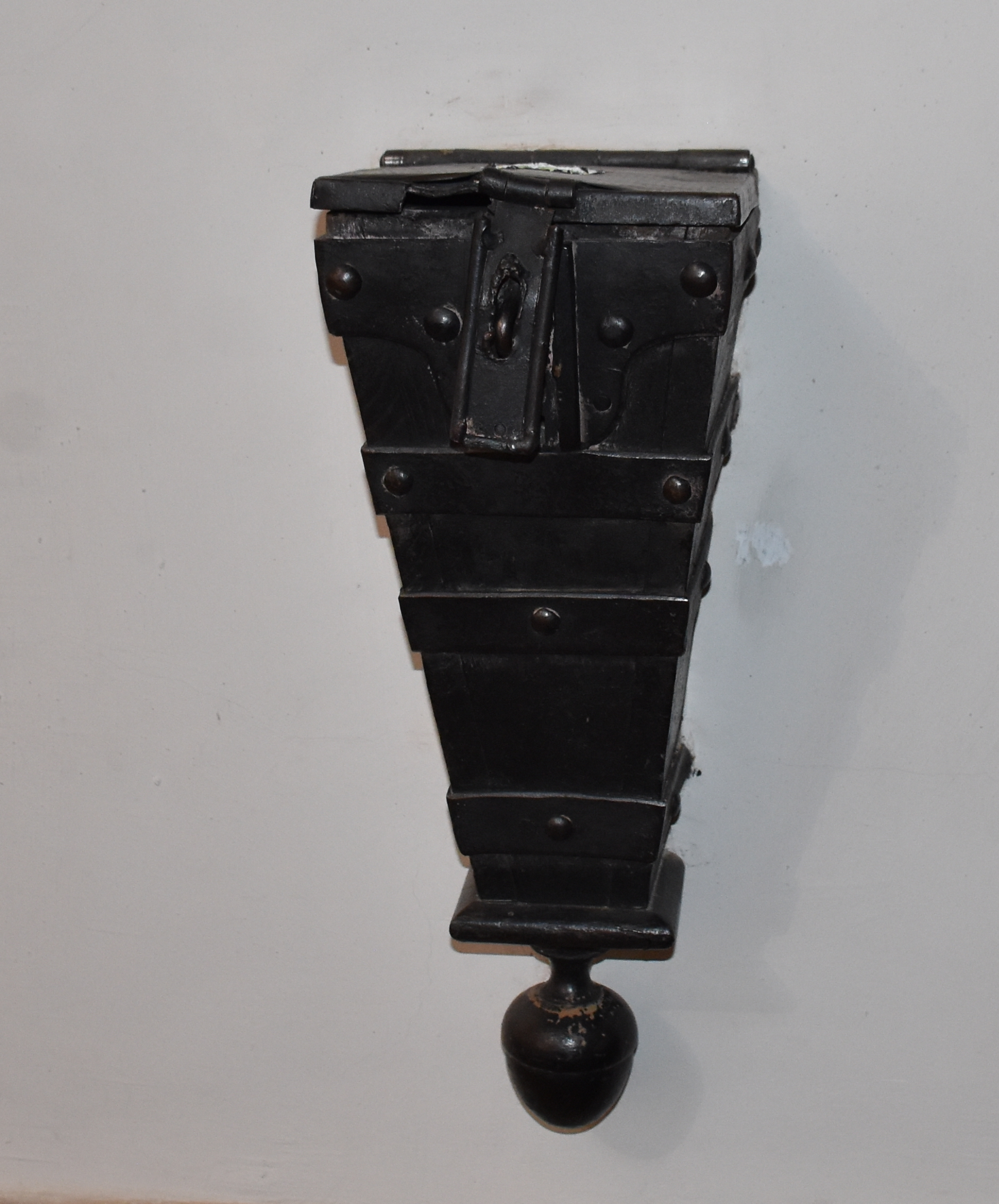
Eglise de Saint-Nicolas-de-Véroce (Hautes-Pyrénées)
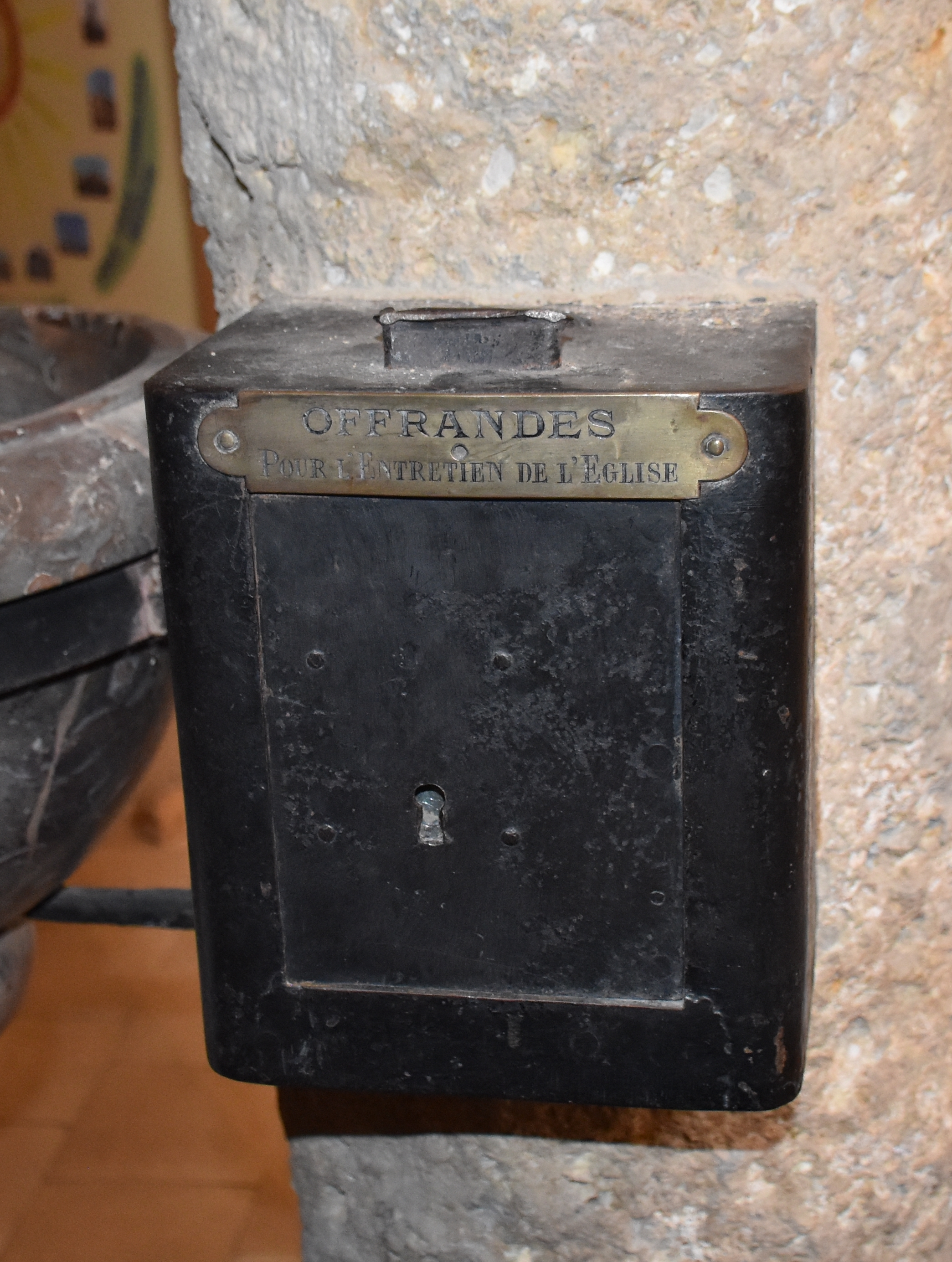
Eglise de Saint-Nicolas-de-Véroce (Hautes-Pyrénées)
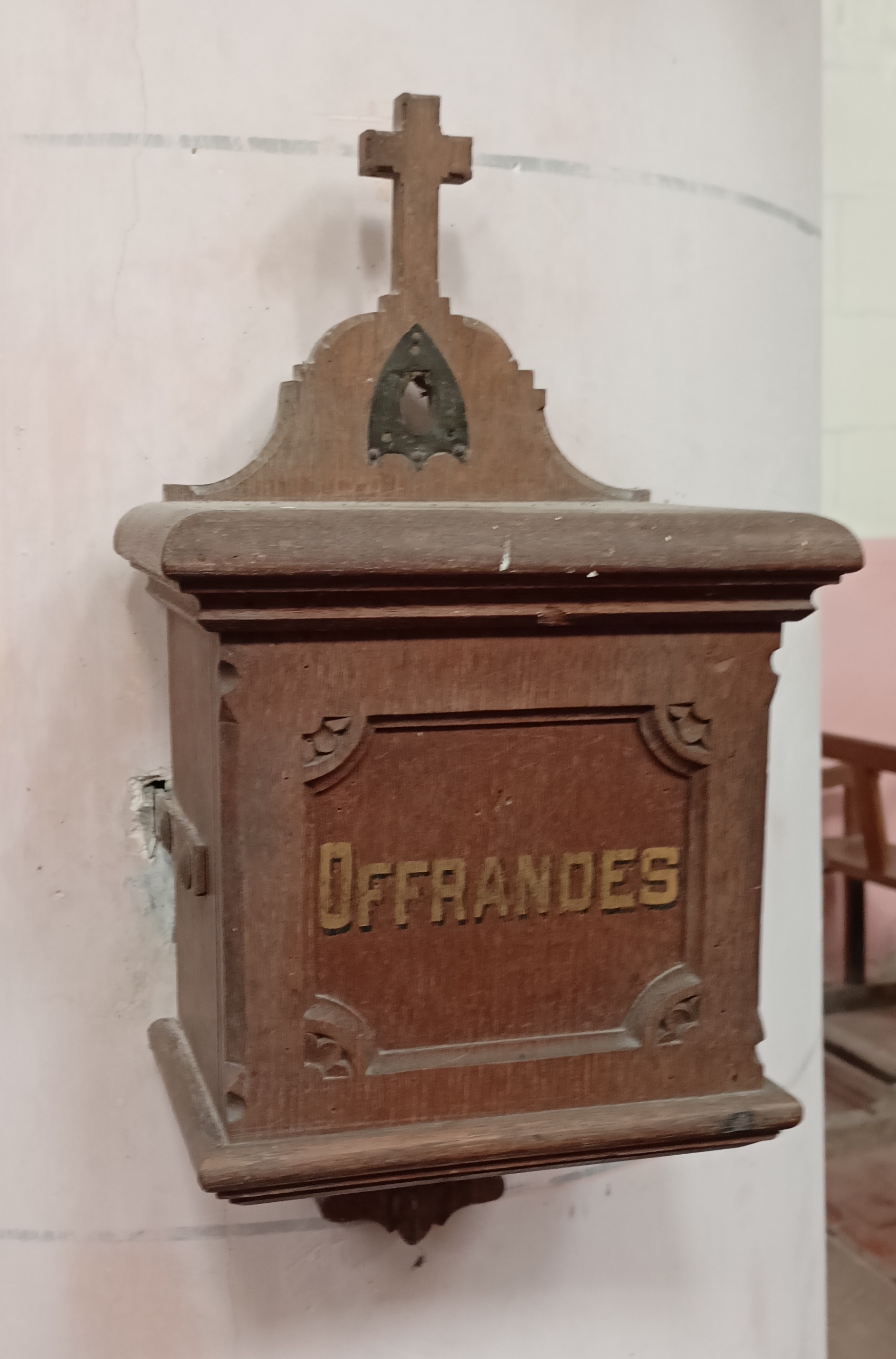
Le Sourd (Aisne)
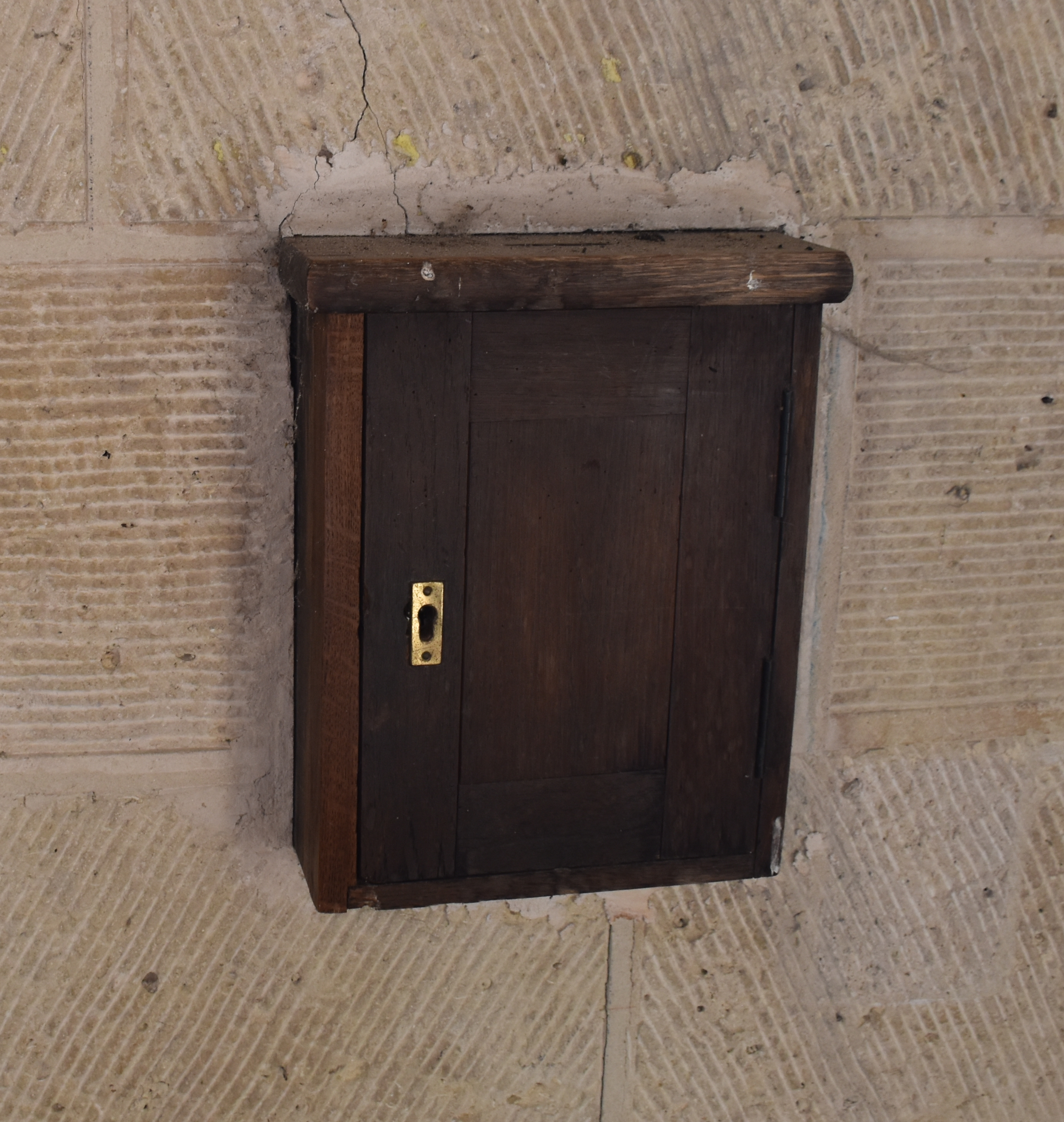
Eglise de Fourdrain (Aisne)
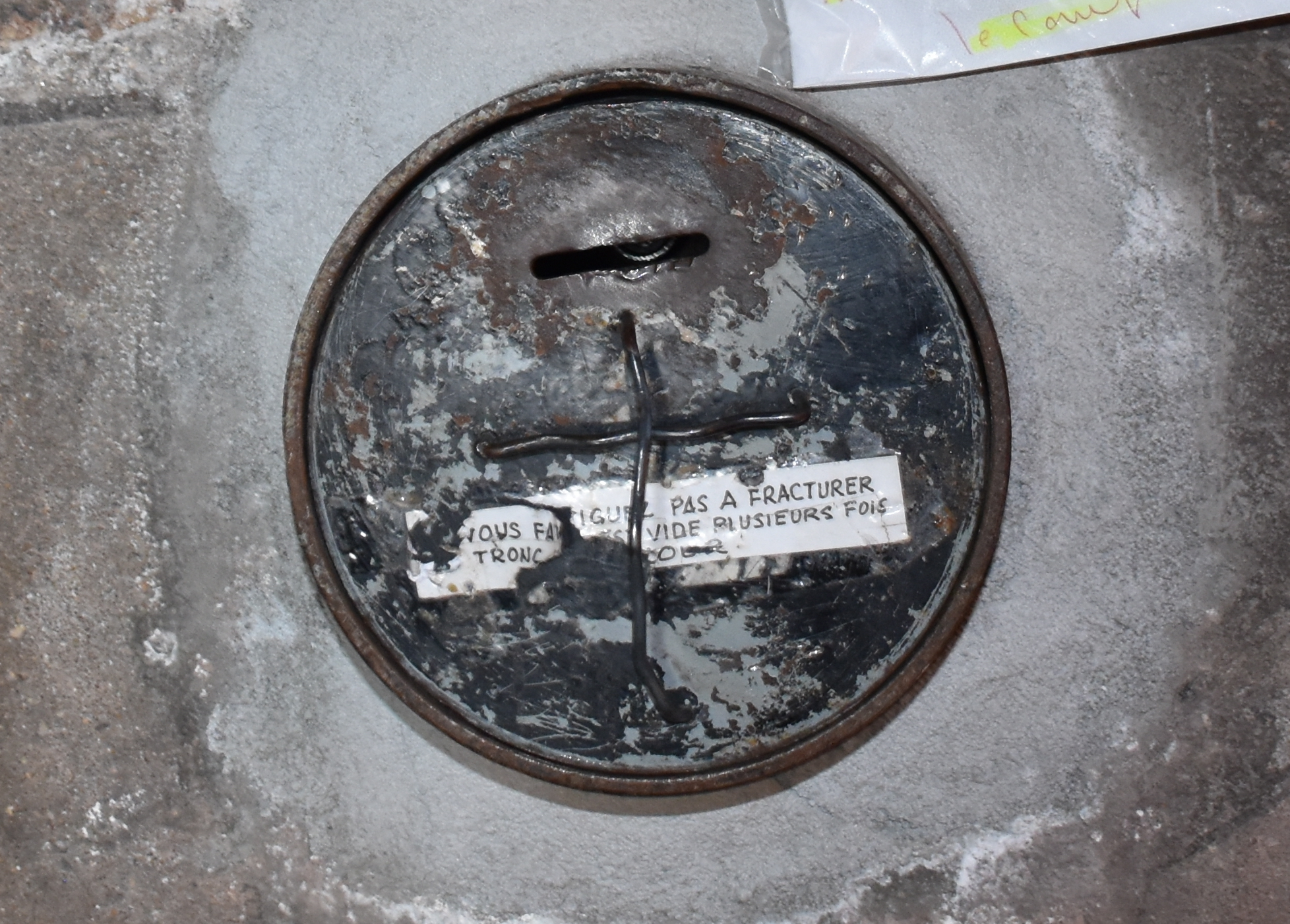
Eglise de Saint-Suliac (Ille-et-Vilaine)tronc de bois et tronc à offrandes, chemin de croix de Rocamadour (Lot)

## Voir aussi

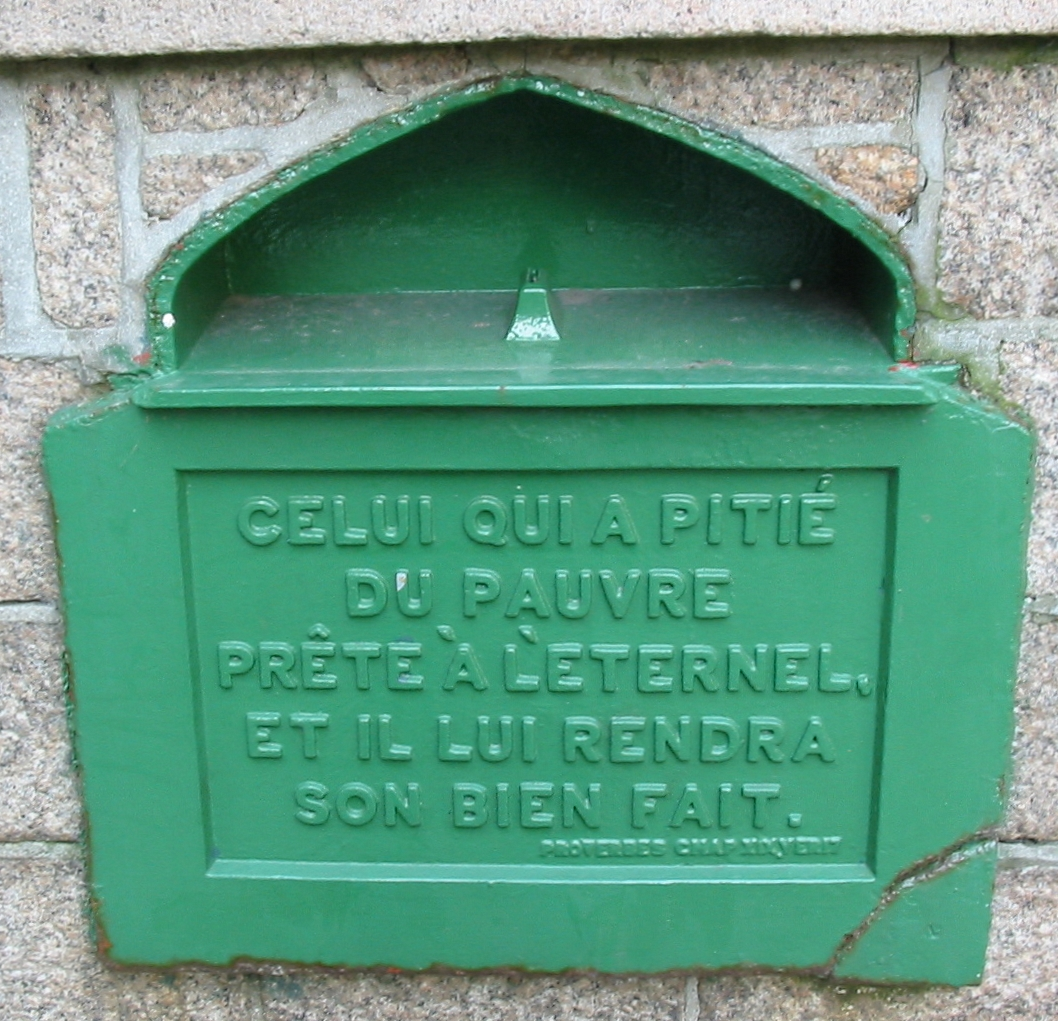
Tronc de l'église paroissiale de Saint-Hélier à Saint-Hélier (Jersey).